# Chó sục Tây Tạng
Chó sục Tây Tạng là giống chó cỡ trung bình có nguồn gốc từ Tây Tạng. Mặc dù tên của nó có cụm "Chó sục" nhưng nó không phải là một thành viên của nhóm chó sục. Loài này được đặt tên tiếng Anh bởi những du khách châu Âu do sự giống nhau của nó với các giống chó sục đã biết. Tên tiếng Tây Tạng của giống chó này, Tsang Apso, được dịch thành "chó xù xì (râu - " apso ") từ tỉnh Tsang". Một số du khách thuật lại cách gọi con chó là Dokhi Apso hoặc Apso "ngoài trời", cho thấy giống chó này là một giống chó giúp việc có bộ lông xù xì hoặc râu ria sống ở ngoài trời.

## Tính nết
Tính khí đã là một trong những khía cạnh hấp dẫn nhất của giống chó kể từ khi giống này được tạo lập lần đầu tiên. Chúng là những con chó trong gia đình có tính cách đáng yêu và trìu mến, nhạy cảm với chủ nhân và nhẹ nhàng với những đứa trẻ lớn tuổi hơn nếu được giới thiệu đúng cách. Giống chó này phù hợp với công việc của một giống chó giám sát, chó sục Tây Tạng có xu hướng kín đáo khi đối với người lạ, nhưng không bao giờ trở nên hung hăng tấn công họ và cũng không nhút nhát khi đối diện với họ. Mặc dù không dễ sủa quá mức, nhưng Chó sục Tây Tạng lại có tiếng sủa quyết đoán.